# Arisarum
Arisarum es un género de plantas con flores de la familia Araceae. Es el único género de la tribu Arisareae.

## Descripción
Las especies del género Arisarum son hierbas perennes rizomatosas, carentes de tallos aéreos y glabras.

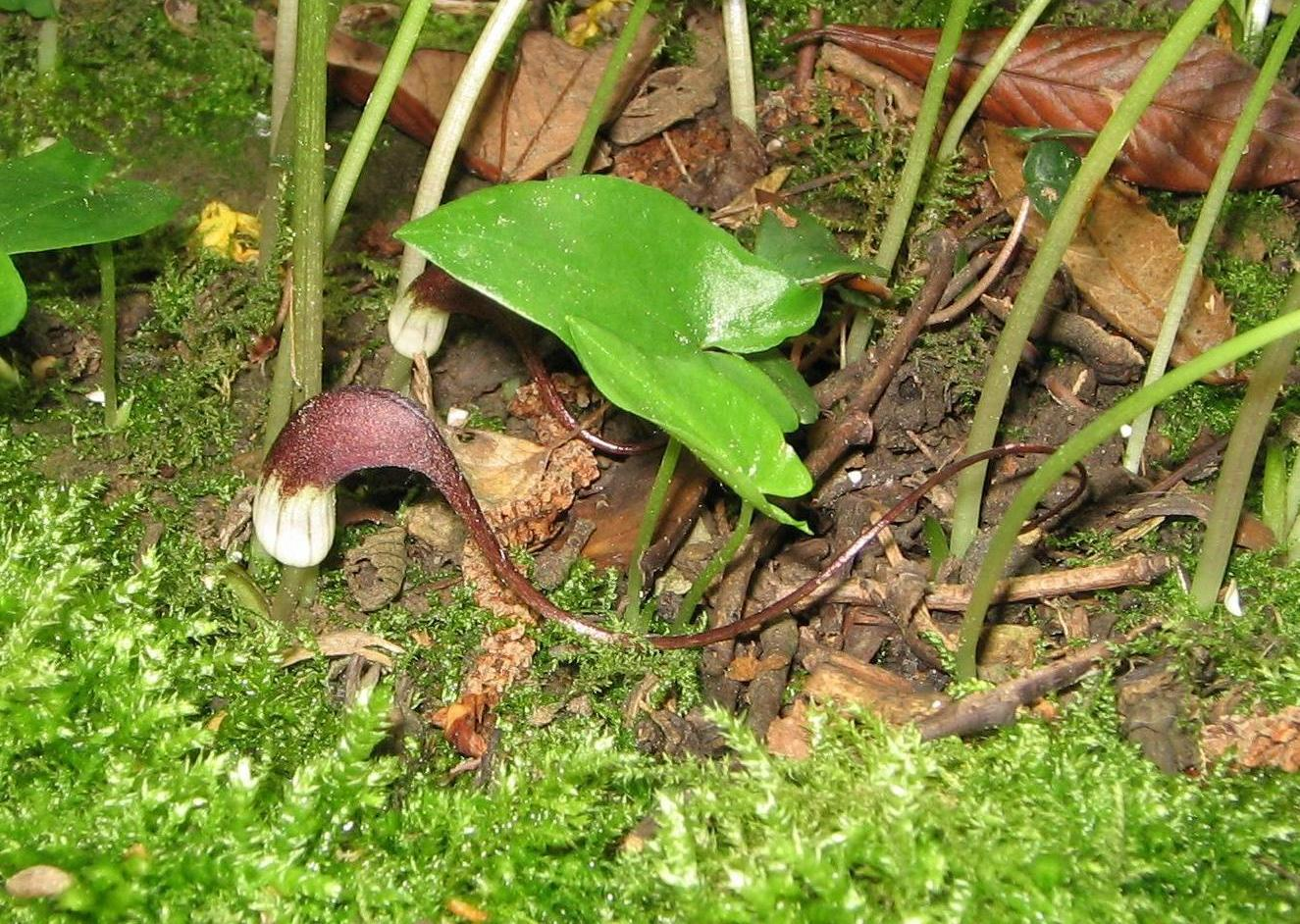
Arisarum proboscideum.

Tiene hojas basales, largamente pecioladas, erectas y simples, que tienen un limbo entero, y su forma determina si se trata de Arisarum simorrhinum, que presenta, casi siempre, hojas sagitadas; o bien de Arisarum proboscideum, que presenta hojas hastadas.
Las flores se encuentran dispuestas en una inflorescencia en espádice, envuelta por una amplia bráctea o espata soldada en un tubo blanquecino con nervios coloreados y limbo pardo-violáceo, dentro se aprecia el espádice, con una parte terminal estéril, curvada y engrosada que casi siempre sobresale de la espata. Las flores son unisexuales y desprovistas de periantio. Las femeninas, en número de 2 a 10, en la base del espádice, las masculinas, entre 30 y 40, por encima y contiguas. El fruto es verdoso y capsular.

## Nombres vulgares
En castellano se le suele denominar arisaro, candileja, candilillos de fraile, dragontea menor o frailecillos.
El nombre de "frailecillos" les viene de la forma de la inflorescencia, la espata es como si fuese la capucha, y el espádice que asoma por fuera, es como la nariz del fraile.

## Taxonomía
El género fue descrito por (Targ.Tozz. ex Hall) Mill. y publicado en The Gardeners Dictionary...Abridged...fourth edition 1754.
Etimología
Arisarum: nombre genérico que deriva del griego arísaron = en Dioscórides, nombre de una planta pequeña, con la raíz como una aceituna, pero más aguda que la del áron; los autores han supuesto que sería el Arisarum vulgare Targ.Tozz. (Arum Arisarum L., Araceae)

## Especies
Las especies del género Arisarum listadas según el Real Jardín Botánico de Madrid son, entre otras, las siguientes: 
- Arisarum proboscideum
- Arisarum simorrhinum
- Arisarum vulgare